# Caranceja
Caranceja es uno de los doce núcleos que forman el Ayuntamiento de Reocín, en la comunidad autónoma de Cantabria (España). Está situada cerca de Barcenaciones, en la orilla derecha del río Saja. Dista 8 kilómetros de Puente San Miguel, capital del municipio. Está a 83 metros sobre el nivel del mar. En 2008 tenía 260 habitantes (INE). 

## Fiestas
Aquí se celebran las fiestas de Las Cofradías (el primer fin de semana de agosto). Es una romería en la que a las 4 de la tarde comienzan los juegos infantiles, y por la noche verbena, y San Roque (16 de agosto). Es una fiesta que se celebra en la braña de San Roque, en la zona alta de Caranceja, en un entorno rodeado de robles centenarios, castaños, abedules, acebos y demás árboles autóctonos. 
En esta localidad se han producido hallazgos arqueológicos de la época paleolítica, en particular en la zona de La Peñona de Caranceja o Peña Caranceja (Solutrense y Magdaleniense). También se han encontrado hoyos de combustión de la época medieval.

## Patrimonio
- Palacio de los Pérez Bustamante, principios del siglo XVII. Es fruto del arquitecto y maestro de canteria Diego de Sisniega que habiendo trabajado en el monasterio de El Escorial desde 1575 hasta 1585, volvió a Cantabria para hacerse carga de varias obras. Este palacio, convertido actualmente en hotel de lujo, está ubicado en una finca con un frondoso arbolado regado por un afluente del río Saja.[1]
- Palacio de Sobrecasa, casa natal del Coronel don Pedro Andrés García de Sobrecasa, principios del siglo XVIII.
- Iglesia parroquial de San Andrés, siglo XVIII.

No formó parte del primer Ayuntamiento constitucional de Reocín, integrándose en el mismo en 1835, junto a La Veguilla, Cerrazo y Golbardo